# Маседу, Неру де
Неру де Маседу Карвальо (порт. Nero de Macedo Carvalho; 1887, Гояс — 19 декабря 1961, Рио-де-Жанейро) — бразильский юрист и политик; сенатор в Эру Варгаса, в 1935—1937 годах.

## Биография
Неру де Маседу (Неро де Маседо) родился в 1887 году в штате Гояс в семье майора, ветерана Парагвайской войны. Он окончил юридический факультет университета Рио-де-Жанейро. Затем он занимал целый ряд должностей в правительственных органах штатов Бразилии: был главой инспекционной комиссии штата Пернамбуку, работал в налоговой полиции в штатах Сан-Паулу и Минас-Жерайс. Стал членом Социал-республиканской партии (Partido Social Republicano).
Маседу одержал победу на выборах в сенат Бразилии, проходивших в 1934 году по новой (третьей) конституции: стал одним из двух сенатором от центрально-западного штата Гояс. Представил законопроект по предоставлению федеральной помощи на строительство общественных зданий в городе Гояния, поддержанный единогласно. Будучи избранным на восьмилетний срок в 37-й созыв бразильского сената, занимал свой пост неполные три года, с 1935 по 1937 год — поскольку в ноябре 1937 года президент Жетулиу Варгас организовал государственный переворот и основал централизованное государство Эстадо Ново (Estado Novo).
Маседу завершил свою политическую карьеру после переворота. Являлся владельцем типографии; скончался в Рио-де-Жанейро 19 декабря 1961 года.